# Pfarrkirche Grünburg

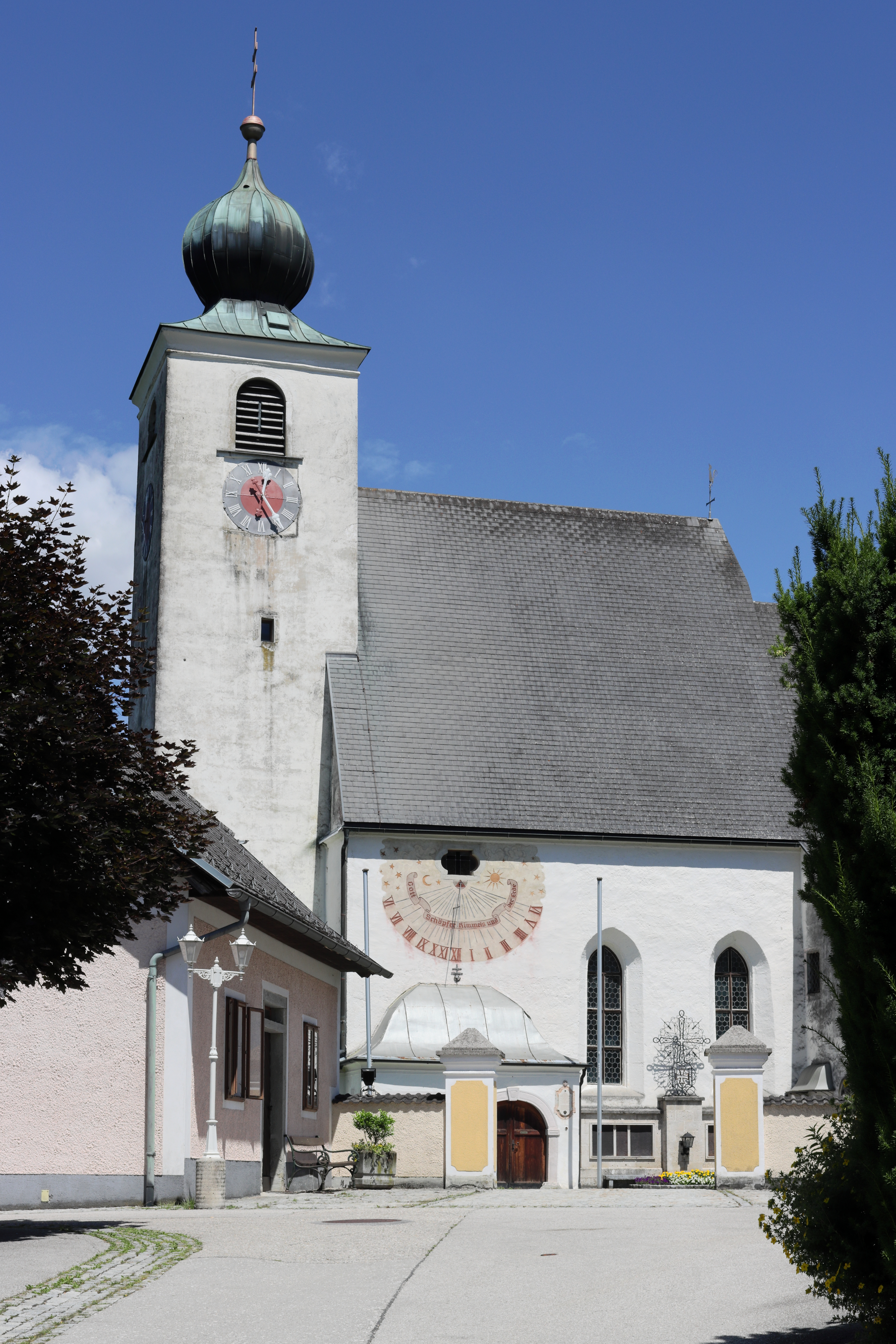
Ansicht der Südseite

Die römisch-katholische Pfarrkirche Grünburg steht in der Gemeinde Grünburg im Bezirk Kirchdorf in Oberösterreich. Sie ist dem heiligen Georg geweiht und gehört zum Dekanat Steyrtal in der Diözese Linz. Das Bauwerk steht unter Denkmalschutz.

## Lagebeschreibung
Die Kirche steht auf einem Felssporn in der Gemeinde Grünburg, Ortsteil Obergrünburg.

## Geschichte
Zuvor befand sich hier eine Burg, die 1390 ebenso wie Burg Leonstein durch Herzog Albrecht III. belagert und erobert wurde. Die heutige Kirche geht auf die romanische Burgkapelle von um 1200 zurück. Chor und Langhaus stammen in ihrer gotischen Form von 1457 und 1519. Im 18. Jahrhundert wurden die Sakristei im Süden und die Kreuzkapelle im Norden angebaut. Letzte Erweiterungen an der Südseite stammen aus den 1990er-Jahren.
Für die Kreuzkapelle wurden Steine aus den Grundmauern der Burg verwendet. Ein Tor dieser Burg stand noch im späten 18. Jahrhundert beim Eingang zum Kirchenplatz.
Der alte Friedhof liegt rund um die Kirche und wurde bis Anfang Jänner 1925 für Bestattungen genutzt. Es gab schon seit 1913 Absichten für einen neuen Friedhof und 1922 wurde ein südlich der Kirche gelegenes Grundstück erworben. Am 16. November 1924 fand die Weihe statt, eröffnet wurde mit dem ersten Todesfall 1925 (ein Kinderbegräbnis am 29. Jänner). 1928 ersetzten den Holzzaun, der bis dahin die Einfriedung gebildet hatte, eine Betonmauer und ein eisernes Tor.

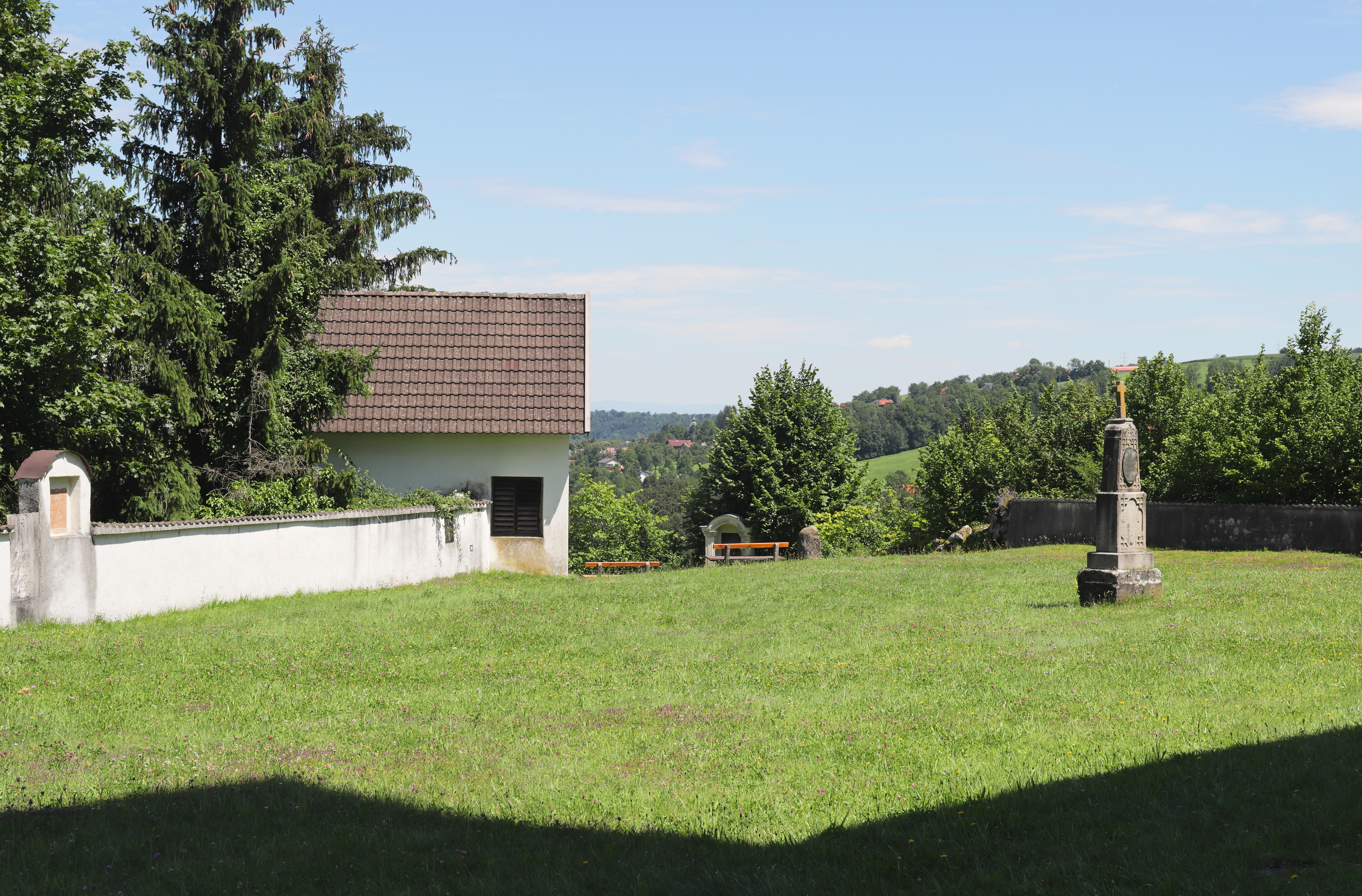
Der alte Friedhof
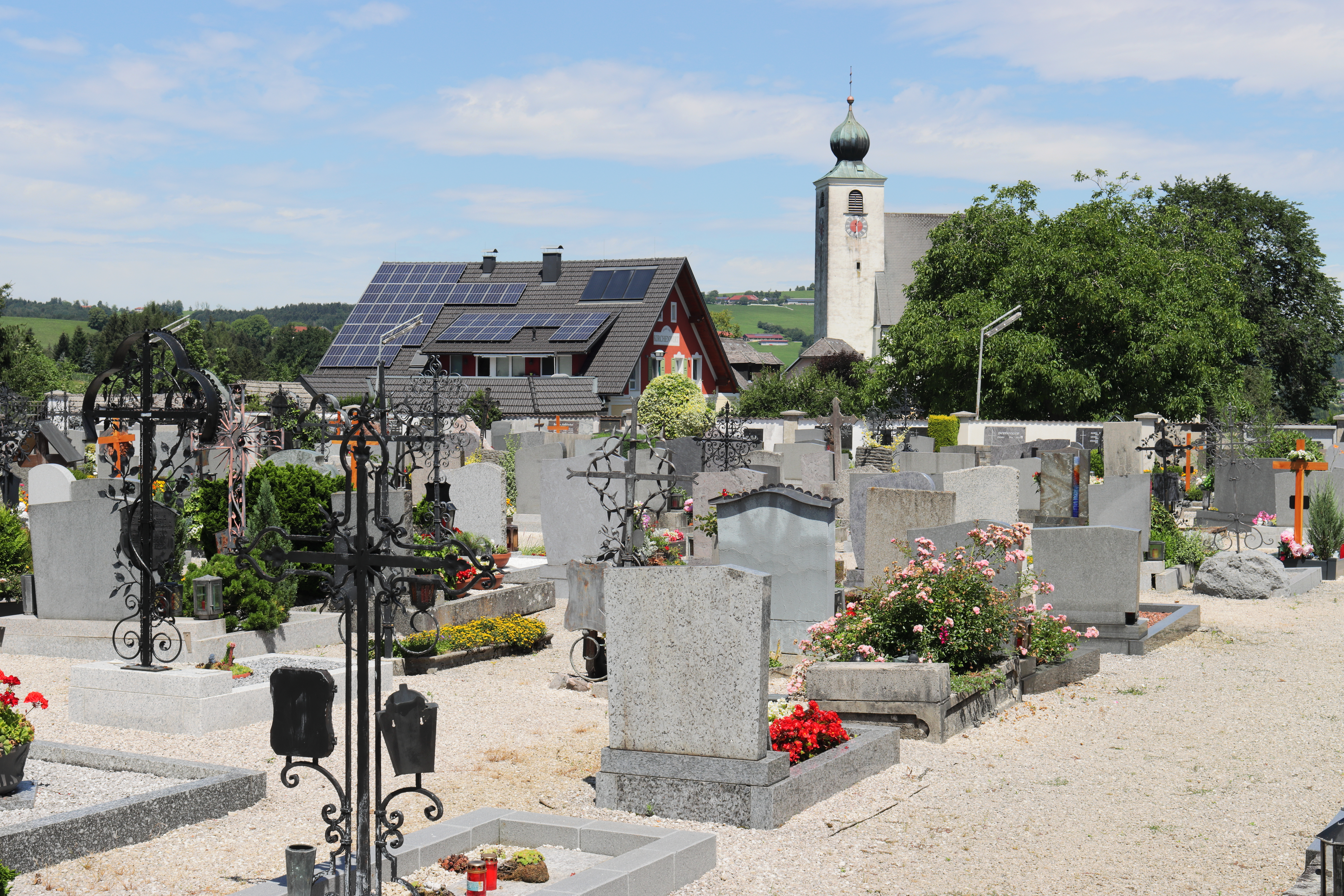
Neuer Friedhof mit Blick auf die Kirche
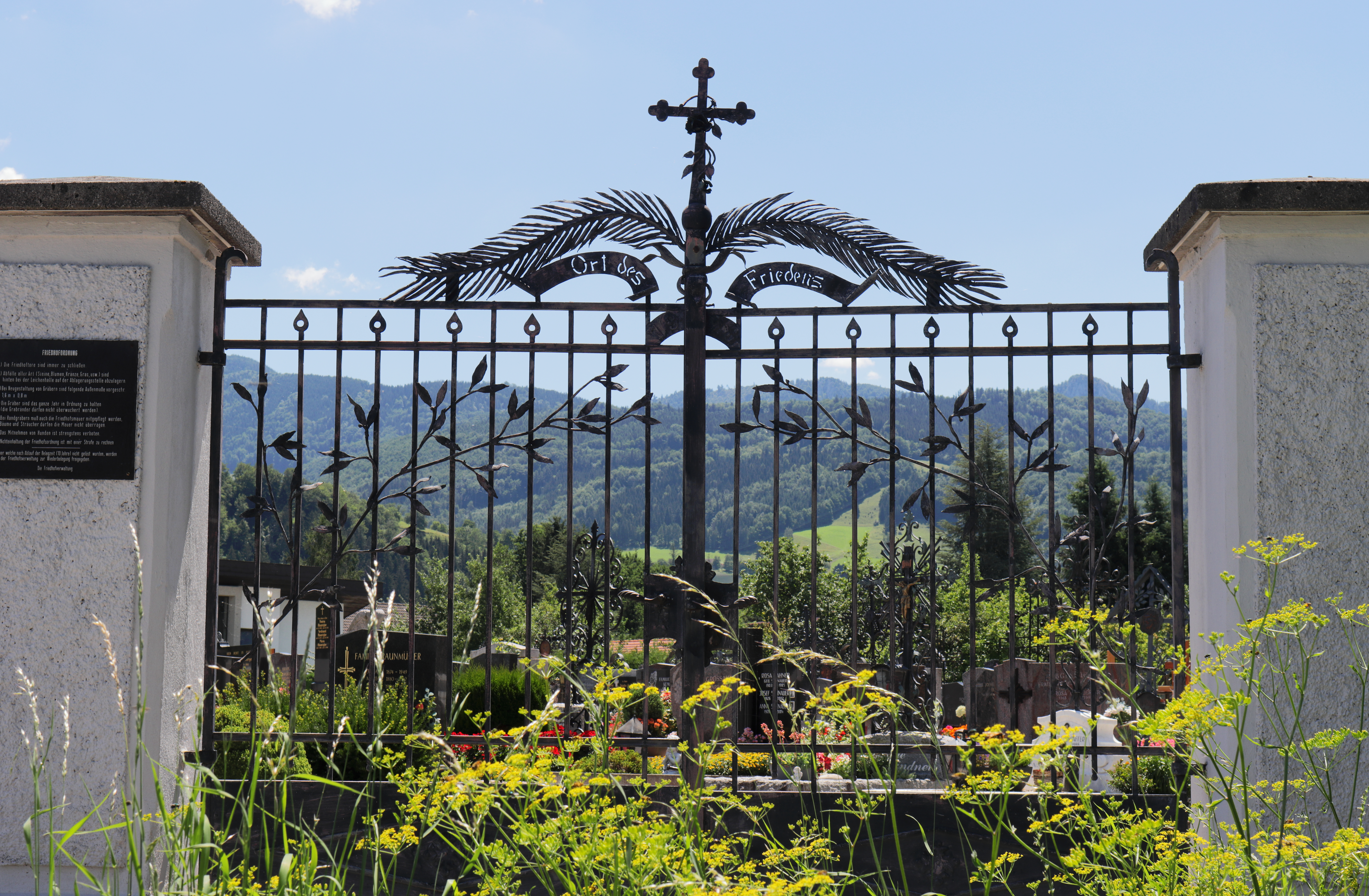
Tor des neuen Friedhofs

## Kirchenbau

### Kirchenäußeres

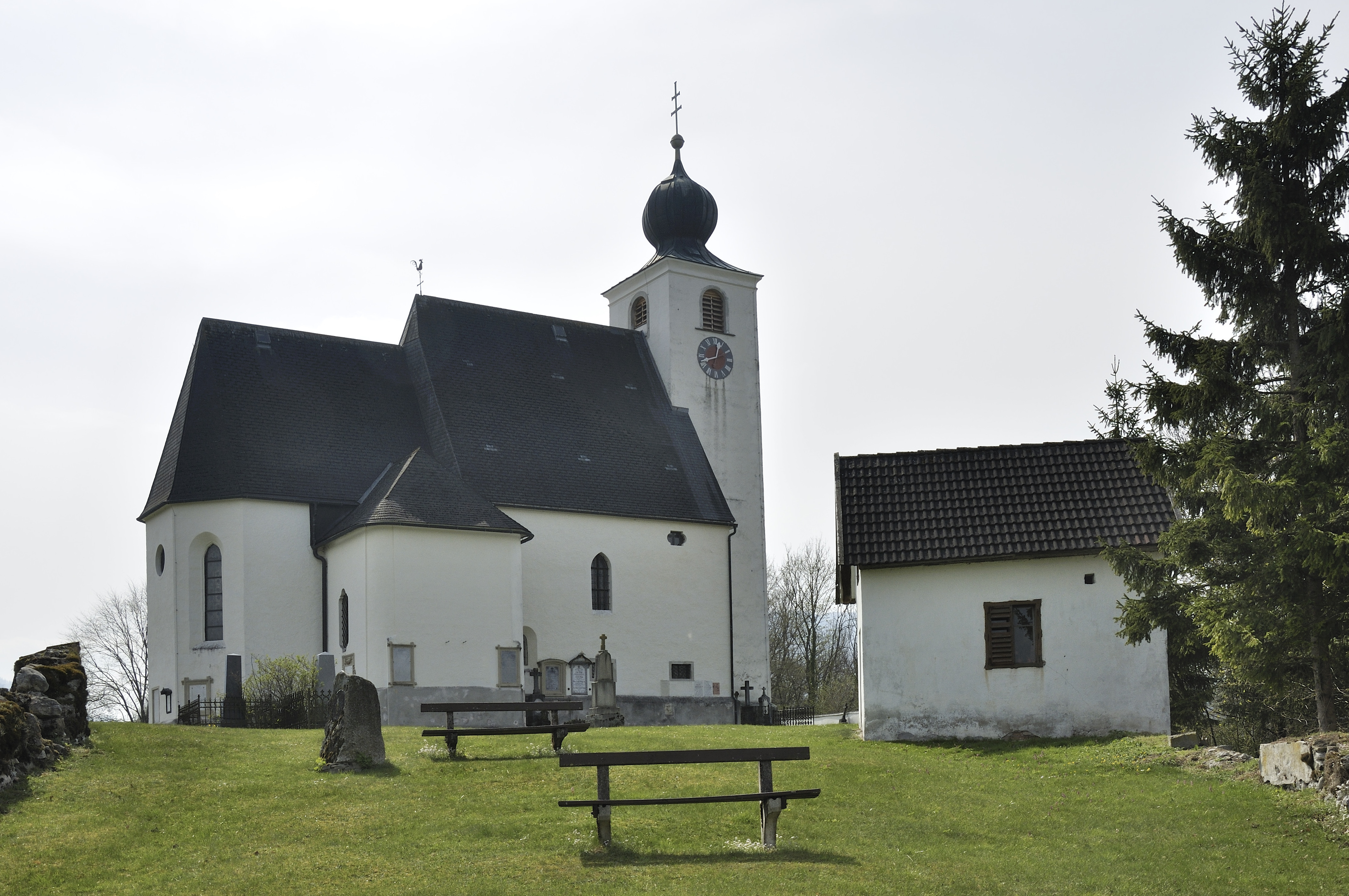
Blick auf die Nordseite vom ehemaligen Friedhof aus

Die Kirche ist ein kleiner spätgotischer Bau. Sie hat einen Westturm mit barockem Zwiebelhelm. Nördlich des Chores ist die Kreuzkapelle von 1792 angebaut. An der Südseite befinden sich der Anbau der Sakristei, ein von Hans Foschum gestaltetes Kriegerdenkmal und eine große Sonnenuhr von Hochmayr. Das Kriegerdenkmal und die Sonnenuhr stammen von 1955.

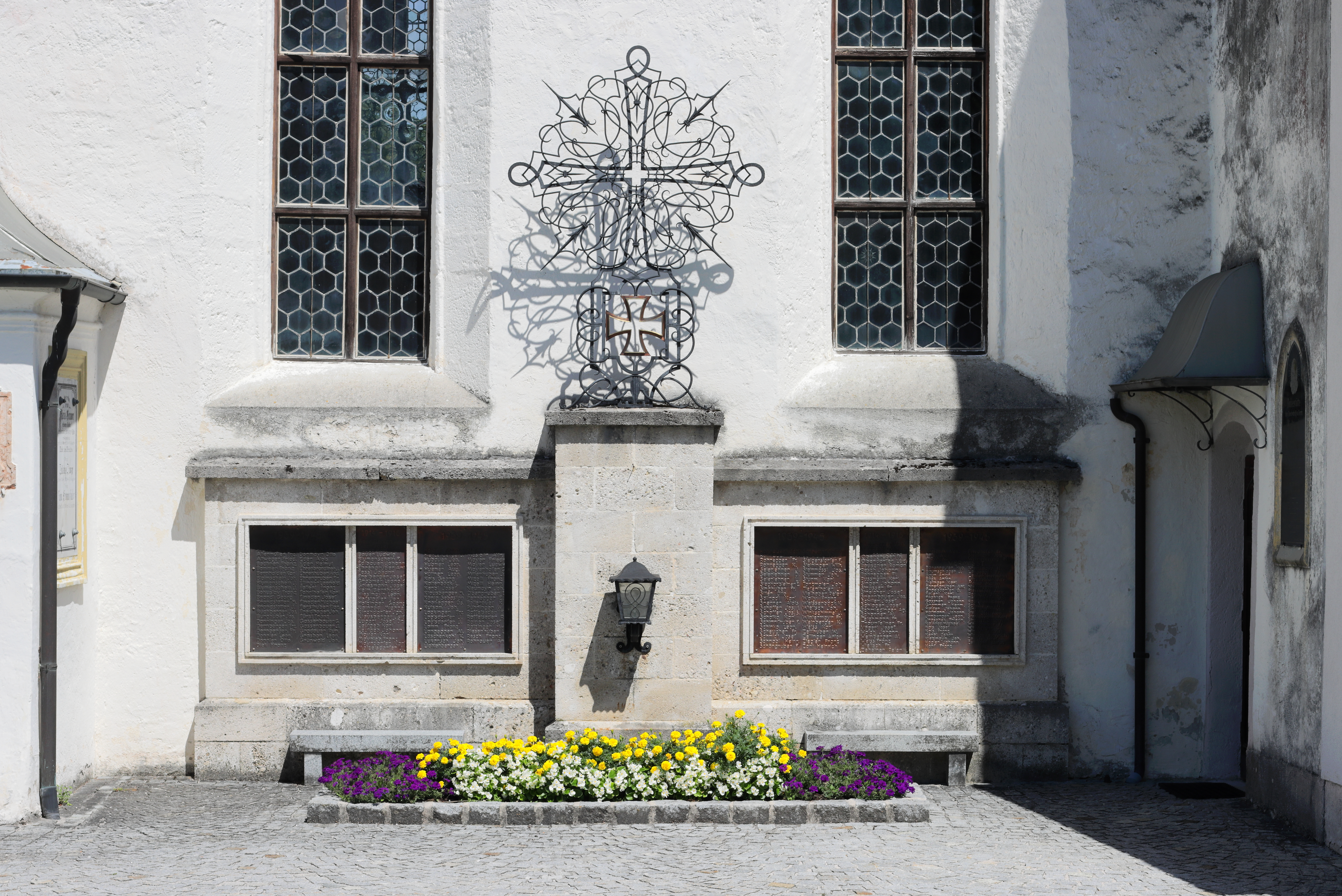
Kriegerdenkmal
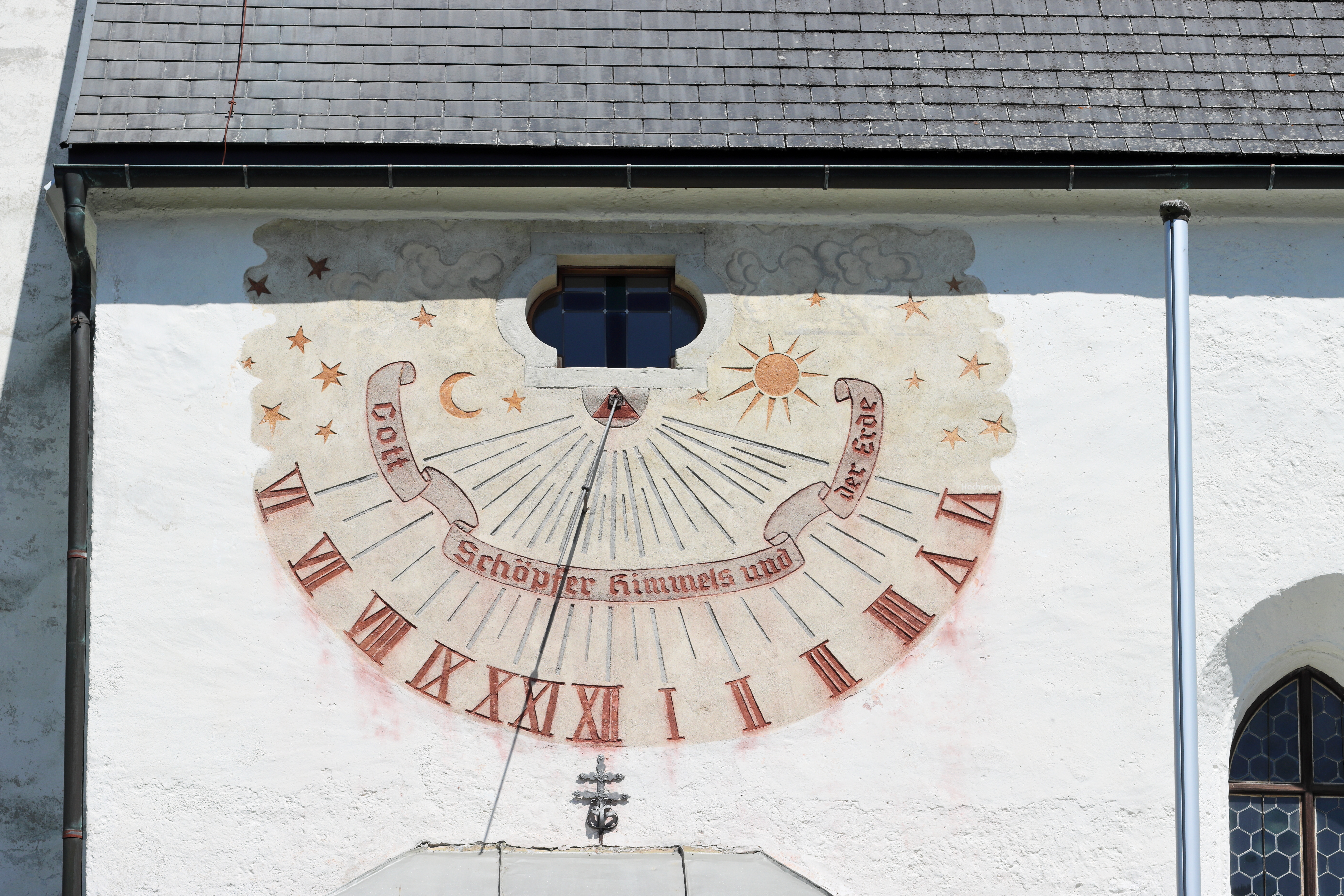
Sonnenuhr

### Kircheninneres
Das dreijochige Langhaus ist einschiffig und der dreijochige Chor mit 3/8-Schluss ist gegenüber dem Langhaus eingezogen. Sowohl Langhaus, als auch der Chor sind netzrippengewölbt mit teilweise gewundenen Rippen. Über der Kapelle nördlich des Chores ist eine Flachhängekuppel von 1792.

## Ausstattung
Der Hochaltar und die Seitenaltäre sind neugotisch. Die Kanzel im Stil des Rokoko wurde um 1770 geschaffen. Einige barocke Statuen stammen aus der ersten Hälfte des 18. Jahrhunderts. In der Kapelle nördlich des Chores steht ein Rokoko-Tabernakelaltar aus der Zeit zwischen 1760 und 1770. Darüber befindet sich eine bemerkenswerte figurale Kreuzgruppe aus dem dritten Viertel des 18. Jahrhunderts. In der Kapelle hängt auch das ehemalige Hochaltarbild vom Anfang des 18. Jahrhunderts, das den heiligen Georg zeigt. Es wurde von R. Mayer gemalt.
Die Orgel aus 2007 mit 16 Registern und 2 Manualen stammt von Andreas Kaltenbrunner.